# Таловское муниципальное образование (Саратовская область)
Таловское муниципальное образование — сельское поселение в Калининском районе Саратовской области Российской Федерации.
Административный центр — село Таловка.

## История
Статус и границы сельского поселения установлены Законом Саратовской области от 27 декабря 2004 года № 94-ЗСО «О муниципальных образованиях, входящих в состав Калининского муниципального района».

## Население
| 2010  | 2011  | 2012  | 2013  | 2014  | 2015  | 2016  |
| ----- | ----- | ----- | ----- | ----- | ----- | ----- |
| 1289  | ↘1285 | ↘1259 | ↘1236 | ↘1210 | ↘1180 | ↘1150 |
| 2017  | 2018  | 2019  | 2020  | 2021  |       |       |
| ↘1114 | ↘1073 | ↘1022 | ↘997  | ↘952  |       |       |

## Состав сельского поселения
| № | Населённый пункт | Тип населённого пункта       | Население |
| - | ---------------- | ---------------------------- | --------- |
| 1 | Березовый        | хутор                        | 21        |
| 2 | Большие Турки    | деревня                      | 0         |
| 3 | Михайловка       | село                         | ↘309      |
| 4 | Николаевка       | деревня                      | ↘101      |
| 5 | Николаевка       | деревня                      | ↘71       |
| 6 | Орловка          | село                         | ↘280      |
| 7 | Таловка          | село, административный центр | ↘392      |
| 8 | Шумаковка        | деревня                      | ↘115      |